# Josef Dvorník
Josef Dvorník (Přílepy, 24 marzo 1978) è un calciatore ceco, difensore del FK Baník Sokolov.

## Carriera
Segna il suo primo e unico gol con il Vestel Manisaspor nella sconfitta in trasferta per 4-1 contro l'Istanbul.
Fa il suo primo gol con lo Zbrojovka Brno il 30 maggio 2009 nella sconfitta casalinga per 1-2 contro il Marila Příbram.

### Banìk Sokolov
Debutta con il Baník Sokolov il 6 agosto 2011 nella sconfitta casalinga per 0-1 contro lo Spartak Sezimovo Ústí.
Fa il suo primo gol con il Banik Sokolov l'8 ottobre 2011 nel pareggio fuori casa per 2-2 contro l'Opava.

## Palmarès

### Club

#### Competizioni nazionali
- Campionato ceco: 1

Baník Ostrava: 2003-2004
- Coppa della Repubblica Ceca: 1

Baník Ostrava: 2004-2005
- Campionato slovacco: 1

Ružomberok: 2005-2006
- Coppa slovacca: 1

Ružomberok: 2005-2006